# Godartiana bimaculata
Godartiana bimaculata är en fjärilsart som beskrevs av D'almeida 1922. Godartiana bimaculata ingår i släktet Godartiana och familjen praktfjärilar. Inga underarter finns listade i Catalogue of Life.